# Cloruro stannoso
Il cloruro stannoso (o cloruro di stagno(II), o dicloruro di stagno) è il sale di stagno(II) dell'acido cloridrico, con formula SnCl2.
Il prodotto cristallino a temperatura ambiente si presenta come un solido incolore o leggermente giallognolo ed inodore di formula SnCl2 avente due molecole di acqua di coordinazione. È un composto nocivo, irritante.

## Proprietà
Il cloruro di stagno(II) può dissolversi in una massa d'acqua inferiore alla propria senza apparente decomposizione, ma quando la soluzione viene diluita, l'idrolisi forma un sale basico insolubile:
{\displaystyle {\ce {SnCl2{}_{(aq)}+H2O_{(l)}<=> Sn(OH)Cl{}_{(s)}+HCl_{(aq)}}}}
Pertanto, se si devono usare soluzioni chiare di cloruro di stagno(II), questo deve essere sciolto in acido cloridrico (in concentrazione uguale o superiore al cloruro stannoso) per mantenere l'equilibrio verso il lato sinistro (usando il Principio di Le Châtelier). Le soluzioni di SnCl2 sono anche instabili nei confronti dell'ossidazione da parte dell'aria:
{\displaystyle {\ce {6 SnCl2{}_{(aq)}+ O2{}_{(g)}+ 2 H2O_{(l)}-> 2 SnCl4{}_{(aq)}+ 4 Sn(OH)Cl_{(s)}}}}
Ciò può essere evitato conservando la soluzione su grumi di metallo di stagno.
Esistono molti casi in cui il cloruro di stagno(II) funge da agente riducente, riducendo i sali d'argento e d'oro al metallo e i sali di ferro(III) al ferro(II), ad esempio:
{\displaystyle {\ce {SnCl2{}_{(aq)}+ 2 FeCl3_{(aq)}-> SnCl4{}_{(aq)}+ 2 FeCl2_{(aq)}}}}
Riduce anche il rame(II) in rame(I).
Le soluzioni di cloruro di stagno(II) possono anche servire semplicemente come fonte di ioni Sn2+, che possono formare altri composti di stagno(II) attraverso reazioni di precipitazione. Ad esempio, la reazione con solfuro di sodio produce il solfuro di stagno marrone/nero(II):
{\displaystyle {\ce {SnCl2{}_{(aq)}+ Na2S_{(aq)}-> SnS{}_{(s)}+ 2 NaCl_{(aq)}}}}
Se si aggiunge alcali a una soluzione di SnCl2, inizialmente si forma un precipitato bianco di ossido di stagno(II) idrato; questo si dissolve quindi nella base in eccesso per formare un sale stannitico come lo stannito di sodio:
{\displaystyle {\ce {SnCl2{}_{(aq)}+ 2 NaOH_{(aq)}-> SnO * H2O{}_{(s)}+ 2 NaCl_{(aq)}}}}
{\displaystyle {\ce {SnO * H2O{}_{(s)}+ NaOH_{(aq)}-> NaSn(OH)3_{(aq)}}}}
SnCl2 anidro può essere usato per produrre una varietà di composti di stagno(II) interessanti in solventi non acquosi. Ad esempio, il sale di litio del 4-metil-2,6-di-terz-butilfenolo reagisce con SnCl2 in THF per dare il composto giallo lineare a due coordinate Sn(OAr)2 (Ar = arile).
Il cloruro di stagno(II) si comporta anche come un acido di Lewis, formando complessi con ligandi come lo ione cloruro, ad esempio:
{\displaystyle {\ce {SnCl2{}_{(aq)}+ CsCl_{(aq)}-> CsSnCl3_{(aq)}}}}
La maggior parte di questi complessi sono piramidali e poiché complessi come SnCl3 hanno un ottetto completo, c'è poca tendenza ad aggiungere più di un ligando. La sola coppia di elettroni in tali complessi è disponibile per il legame, tuttavia, e quindi il complesso stesso può fungere da base di Lewis o ligando. Ciò si è verificato nel prodotto correlato al ferrocene della seguente reazione:
{\displaystyle {\ce {SnCl2 + Fe (\eta^5-C5H5)(CO)2HgCl -> Fe (\eta^5-C5H5)(CO)2SnCl3 + Hg}}}
SnCl2 può essere usato per produrre una varietà di tali composti contenenti legami metallo-metallo. Ad esempio, la reazione con ottacarbonile dicobalto:
{\displaystyle {\ce {SnCl2 + Co2 (CO)8 -> (CO)4Co-(SnCl2)-Co(CO)4}}}

## Preparazione
SnCl2 anidro viene preparato dall'azione di acido cloridrico su stagno metallico. Il diidrato è prodotto da una reazione simile, usando acido muriatico:
{\displaystyle {\ce {Sn{}_{(s)}+ 2 HCl_{(aq)}-> SnCl2{}_{(aq)}+ H2_{(g)}}}}
L'acqua quindi evapora con cura dalla soluzione acida per produrre cristalli di SnCl2 · 2H2O. Questo diidrato può essere disidratato in anidro usando anidride acetica.

## Utilizzi
La forte azione riducente lo rende idoneo all'uso come agente di corrosione nella stampa su tessuto.
In passato, il cloruro stannoso era usato per la fabbricazione degli specchi sfruttando la sua ossidazione a stagno (IV) e la riduzione dell'argento (II) a argento solido:
{\displaystyle {\ce {Sn^2+ + Ag^2+-> Sn^4+ + Ag (s)}}}
Il cloruro di stagno (II) è usato, in ambito industriale, per la riduzione di nitrocomposti aromatici ad aniline:
{\displaystyle {\ce {ArNO2 ->[{SnCl2}][{EtOH}] ArNH2}}}